# Trapassato remoto
Il trapassato remoto è una forma verbale che indica fatti che si sono svolti immediatamente prima di un momento indicato dal passato remoto.
Esempio: nell'enunciato 
- Dopo che Luisa ebbe sceso le scale, uscì dalla palazzina,

l'azione indicata dal verbo scendere (coniugata al trapassato remoto) è anteriore a quella di uscire (passato remoto). 
Se alcuni secoli fa compariva anche nella proposizione principale, oggi si usa solo nella secondaria; nello specifico, solo nella temporale. Nel complesso, questa forma verbale ha un certo ruolo, seppur modesto, soprattutto nella lingua scritta di stile particolarmente elevato (es.: testo letterario). È ancora meno diffuso nelle varietà settentrionali italiane.

## Coniugazione del trapassato remoto
Il trapassato remoto si forma analogamente al trapassato prossimo, con la differenza che le forme dei verbi ausiliari vengono coniugate al passato remoto anziché con l'imperfetto. 
|                                                               | 1ª persona singolare io | 2ª persona singolare tu | 3ª persona singolare egli, ella | 1ª persona plurale noi | 2ª persona plurale voi | 3ª persona plurale essi, esse |
| (a) Verbi coniugati con il verbo ausiliare avere Es.: parlare | Ebbi parlato            | avesti parlato          | ebbe parlato                    | avemmo parlato         | aveste parlato         | ebbero parlato                |
| (b) Verbi coniugati con il verbo ausiliare essere Es.: andare | Fui andato/a            | fosti andato/a          | fu andato/a                     | fummo andati/e         | foste andati/e         | furono andati/e               |

Per il resto, si rimanda alla voce sui verbi irregolari italiani.

## Usi temporali
Come accennato, questa forma viene usata soltanto nella proposizione subordinata (frase secondaria) temporale, quindi è introdotta da congiunzioni come dopo che, non appena, finché e simili: 
- Non appena Giovanni ebbe sentito la notizia, corse a raccontarla a tutti;
- Io non dissi nulla finché gli altri non ebbero finito di parlare;
- Quando i giovani ebbero mangiato la frutta, presero un bicchiere di liquore.
- Dopo che fummo arrivati, entrammo.
- Continuai a correre finché ebbe smesso di piovere.

Negli esempi si nota che l'azione della principale avviene immediatamente dopo quella della subordinata. Inoltre, il trapassato remoto è compatibile con quando e (non) appena solo se esprimono anteriorità immediata; quando si tratta di contemporaneità o coincidenza, deve essere usato il passato remoto.

## Usi arcaici nella principale e nelle subordinate
Al contrario dell'uso ristretto che se ne fa oggi, in italiano antico questo tempo compare, non solo nelle subordinate temporali, ma anche in altre subordinate, quali la consecutiva e la relativa, e nelle frasi principali. In queste ultime, esso non implica anteriorità rispetto a un altro momento, ma semplicemente il compimento immediato di un'azione.

## Trapassato prossimo e trapassato remoto
Molto spesso, si può sostituire il trapassato remoto con il trapassato prossimo ottenendo risultati più o meno accettabili. Non vale invece il discorso inverso, perché l'uso del trapassato remoto, un tempo più frequente di adesso, è oramai limitato da tutta una serie di restrizioni:
1) Il trapassato remoto è possibile solo quando nella principale si usa il passato remoto. Se al posto di questo viene usato il passato prossimo, si dovrà scegliere il trapassato prossimo: 
- Dopo che Giovanni aveva sentito la notizia, è corso a raccontarla a tutti.[3]
- Dopo che Giovanni ebbe sentito la notizia, corse a raccontarla a tutti.

2) Si preferisce il trapassato prossimo se tra i due eventi si trova un considerevole intervallo di tempo: 
- Giovanna andò a raccontare in giro la notizia solo una settimana dopo che l'aveva sentita.
- Giovanna andò a raccontare in giro la notizia non appena l'ebbe sentita.

3) L'anteriorità temporale nella proposizione causale (rapporto causa-effetto) va indicata con il trapassato prossimo e non con il trapassato remoto, anche se i due eventi si susseguono immediatamente: 
- Giovanni corse a parlare con tutti perché aveva sentito quella notizia incredibile.
- Giovanni corse a parlare con tutti dopo che ebbe sentito quella notizia incredibile.

Neanche nella proposizione relativa è davvero appropriato utilizzare il trapassato remoto: Giovanni corse a raccontare la notizia che aveva appena sentito. Prevale il trapassato prossimo anche negli altri tipi di subordinata come la proposizione modale: Giovanni andò in giro a raccontar tutto esattamente come aveva fatto le altre volte. In sintesi, l'uso del trapassato remoto è limitato in gran parte alla proposizione temporale.
4) Anche in altri casi, si tende a preferire il trapassato prossimo per non complicare l'enunciato: per esempio, l'uso del trapassato remoto in combinazione con il passivo è rarissimo ed estremamente elaborato; anche l'uso di questo tempo nei verbi coniugati con il verbo ausiliare essere sembra ormai inusitato. In caso di concordanza tra i soggetti tra principale e subordinata, esiste inoltre la possibilità di semplificare la proposizione temporale grazie alla subordinazione implicita. Al posto della soluzione
- Dopo che fu uscita di casa, Maria si guardò intorno,

se ne potranno utilizzare altre, il che limita ancora una volta l'uso del trapassato remoto: 
- Uscita di casa, Maria si guardò intorno;
- Dopo essere uscita di casa, Maria si guardò intorno.

5) Inoltre, rispetto al trapassato prossimo, il trapassato remoto non è compatibile con avverbi come ormai e già, i quali combinati con questa forma indicano una distinzione tra il tempo della principale e quello della subordinata temporale.
È possibile riscontrare enunciati in cui si fa uso sia del trapassato prossimo che del passato remoto e del trapassato remoto:
- Quando Mario fu giunto a casa, raccontò alla moglie tutto ciò che aveva fatto al lavoro.

Anche il trapassato prossimo, infatti, è come visto in grado di indicare l'anteriorità temporale rispetto ad un momento descritto al passato remoto: alla reggente sono legate due subordinate, una temporale e l'altra relativa.

## Passato remoto e trapassato remoto
Nell'uso comune, oltre ad essere sostituito dal trapassato prossimo, il trapassato remoto è sostituito dal passato remoto. Ciò avviene più spesso perché il rapporto di anteriorità temporale non è più rigidamente codificato come in antichità; perciò, ai parlanti è più familiare usare lo stesso tempo della principale, proprio come avviene col passato prossimo o col futuro semplice. Quindi si potrà dire:
- Dopo che Luisa scese le scale, uscì dalla palazzina

invece di:
- Dopo che Luisa ebbe sceso le scale, uscì dalla palazzina

o dell'implicita col participio assoluto:
- Scese le scale, Luisa uscì dalla palazzina

con risultati abbastanza accettabili.

## Il trapassato remoto in alcune lingue romanze
Sono diverse le lingue romanze a disporre di una seconda forma verbale del trapassato, basata sull'ausiliare coniugato in una forma semplice del perfetto (passato remoto). Come in italiano, anche in francese, in catalano ed in spagnolo si tratta di una forma meno usata e, soprattutto in francese, spesso si preferisce il trapassato prossimo: nella lingua più letteraria, il trapassato remoto indica un avvenimento accaduto prima di un secondo evento indicato dal perfetto semplice (vale a dire dal passato remoto). La costruzione con la subordinata anteposta è quella più comune:
- Appena ebbe finito di parlare, se ne andò
- En cuanto hubo acabado de hablar, se marchó (ES)
- Dès qu'il eut fini de parler, il partit (FR)
- Quan va haver acabat de parlar, va anar-se'n (CA)

A differenza di quanto accade in italiano o in francese, tutte le forme composte dei verbi in castigliano ed in catalano utilizzeranno solo il verbo ausiliare haber (nell'esempio, hubo corrisponde ad ebbe):
- (Appena il delinquente fu uscito dalla stanza, la vittima si mise a piangere) Non è un trapassato remoto, bensì un passato remoto di forma passiva.
- En cuanto el delincuente hubo salido del cuarto, la víctima se puso a llorar (ES)
- Dès que le malfaiteur fut sorti de la salle, la victime se mit à pleurer (FR)
- Tot just el delinqüent va haver sortit de la cambra, la víctima va esclafir a plorar (CA)

A titolo di paragone, si propone nella tabella la coniugazione del verbo dormire. Al passato remoto dell'ausiliare italiano, corrisponderanno il passé simple francese e l'indefinido spagnolo. Gli ausiliari verranno usati per formare rispettivamente il passé antérieur, ed il pretérito anterior mentre la forma composta catalana è il passat anterior.
| Italiano: trapassato remoto | Francese: passé antérieur | Spagnolo: pretérito anterior | Catalano: passat anterior                         |
| --------------------------- | ------------------------- | ---------------------------- | ------------------------------------------------- |
| io ebbi dormito             | j'eus dormi               | yo hube dormido              | jo vaig haver dormit / jo haguí dormit            |
| tu avesti dormito           | tu eus dormi              | tú hubiste dormido           | tu vas haver dormit / tu hagueres dormit          |
| egli ebbe dormito           | il eut dormi              | él hubo dormido              | ell va haver dormit / ell hagué dormit            |
| noi avemmo dormito          | nous eûmes dormi          | nosotros hubimos dormido     | nosaltres vam haver dormit / nos. haguérem dormit |
| voi aveste dormito          | vous eûtes dormi          | vosotros hubisteis dormido   | vosaltres vau haver dormit / vos. haguéreu dormit |
| essi ebbero dormito         | ils eurent dormi          | ellos hubieron dormido       | ells van haver dormit / ells hagueren dormit      |